# Chico 50 Anos: O Cronista
Compilação de músicas que contam histórias em formatos de crônicas gravadas por Chico Buarque, da série Chico 50 Anos, lançada em 1994. 

## Lista de faixas
| N.º | Título              | Duração |  |
| 1.  | "Bye Bye, Brasil"   | 4:39    |  |
| 2.  | "Vai Levando"       | 2:32    |  |
| 3.  | "O Cio Da Terra"    | 3:48    |  |
| 4.  | "Passaredo"         | 2:10    |  |
| 5.  | "Pivete"            | 2:23    |  |
| 6.  | "O Meu Guri"        | 3:54    |  |
| 7.  | "Brejo Da Cruz"     | 3:32    |  |
| 8.  | "Geni E O Zepelin"  | 5:19    |  |
| 9.  | "Pelas Tabelas"     | 4:15    |  |
| 10. | "Flor Da Idade"     | 2:44    |  |
| 11. | "Fantasia"          | 4:49    |  |
| 12. | "Gente Humilde"     | 2:27    |  |
| 13. | "Feijoada Completa" | 2:42    |  |
| 14. | "Vai Passar"        | 6:03    |  |